# Майстренко Ігор Анатолійович
Майстренко Ігор Анатолійович (21 листопада 1959) — білоруський академічний веслувальник.
Бронзовий призер Олімпійських Ігор 1980 року в складі вісімки.
Срібний призер Чемпіонату світу 1983 року в складі розпашної двійки зі стерновим, бронзовий призер 1979 року в складі вісімки.
Переможець ігор Дружба-84 в складі розпашної двійки зі стерновим.